# Dubbele helix

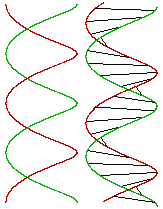
Links twee enkele helices, die om elkaar gedraaid zijn en rechts de dubbele helix van DNA

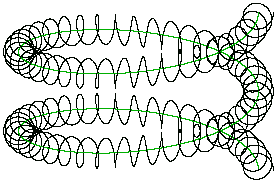
Een spiraal in een spiraal (dubbele spiraal), zoals in sommige gloeilampen

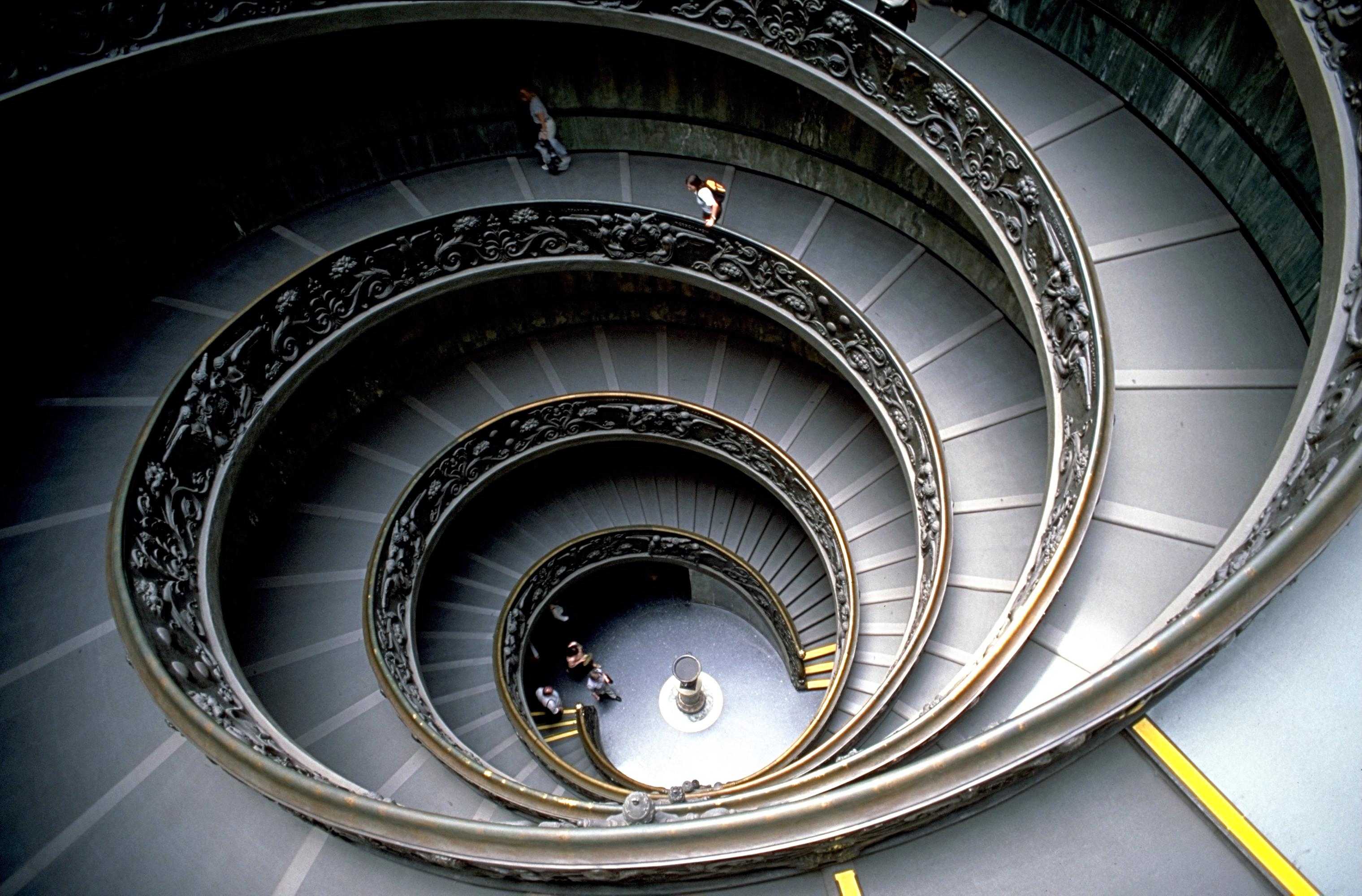
Twee wenteltrappen in het Vaticaanse museum in de vorm van een dubbele helix

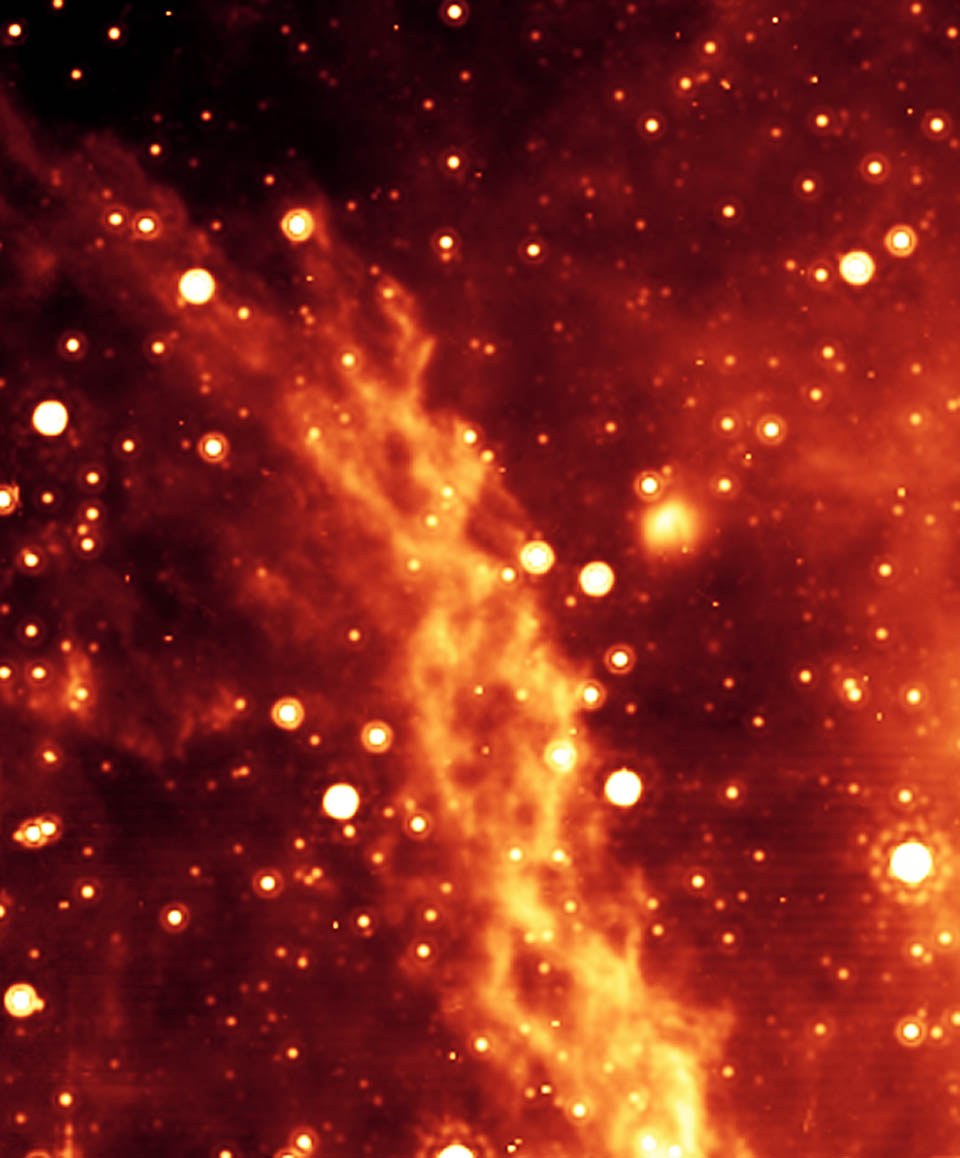
de Dubbele helix nevel

De dubbele helix (meervoud: dubbele helices; in het Grieks betekent hélix: winding, spiraal) is een geometrisch figuur, waarbij in tegenstelling tot de enkele helix de winding dubbel is. Er kunnen twee soorten onderscheiden worden:
1. Twee enkele helices, die los om elkaar winden of ook nog met elkaar verbonden zijn, zoals bij desoxyribonucleïnezuur (DNA)
2. Eén dubbele helix die ook weer een dubbele helix vormt, zoals in sommige gloeilampen.

## Biochemie
In de biochemie wordt de term dubbele helix het meeste voor de twee enkele helices gebruikt. Hierbij lopen twee parallelle spiralen van macromoleculen in een schroefvorm om elkaar heen. Het bekendste voorbeeld is de dubbele helix van DNA. Een ander voorbeeld is de structuur van actine-filamenten.

## Techniek
Een gloeidraad in gloeilamp bestaat uit een dubbele helix die ook weer een dubbele helix vormt, waarbij de draad uit één geheel bestaat. Hierdoor kan een lange draad in een kleine ruimte worden opgeborgen. Ook wordt de dubbele helix bijvoorbeeld toegepast bij wenteltrappen.

## Astronomie
In de nabijheid van het centrum van de Melkweg bevindt zich een ongeveer 80 lichtjaar lange stofwolk in de vorm van een dubbele helix, waarbij zich twee nevels om elkaar heen winden. De lengte-as van deze gigantische dubbelhelixstructuur is hierbij als een soort kompasnaald op het 300 lichtjaar verwijderde, in het centrum van de Melkweg liggende zwart gat (Sagittarius A*) gericht, welk extreem sterk magneetveld een interactie met de materie van de stofwolk vertoont.

## Bron
1. ↑  (de) Mark Morris, Kosmischer Nebel mit DNA-Qualitäten. Wissenschaft.de (16 maart 2006). Gearchiveerd op 6 januari 2007. Geraadpleegd op 22 februari 2020.